# Nariman Töreghalijew

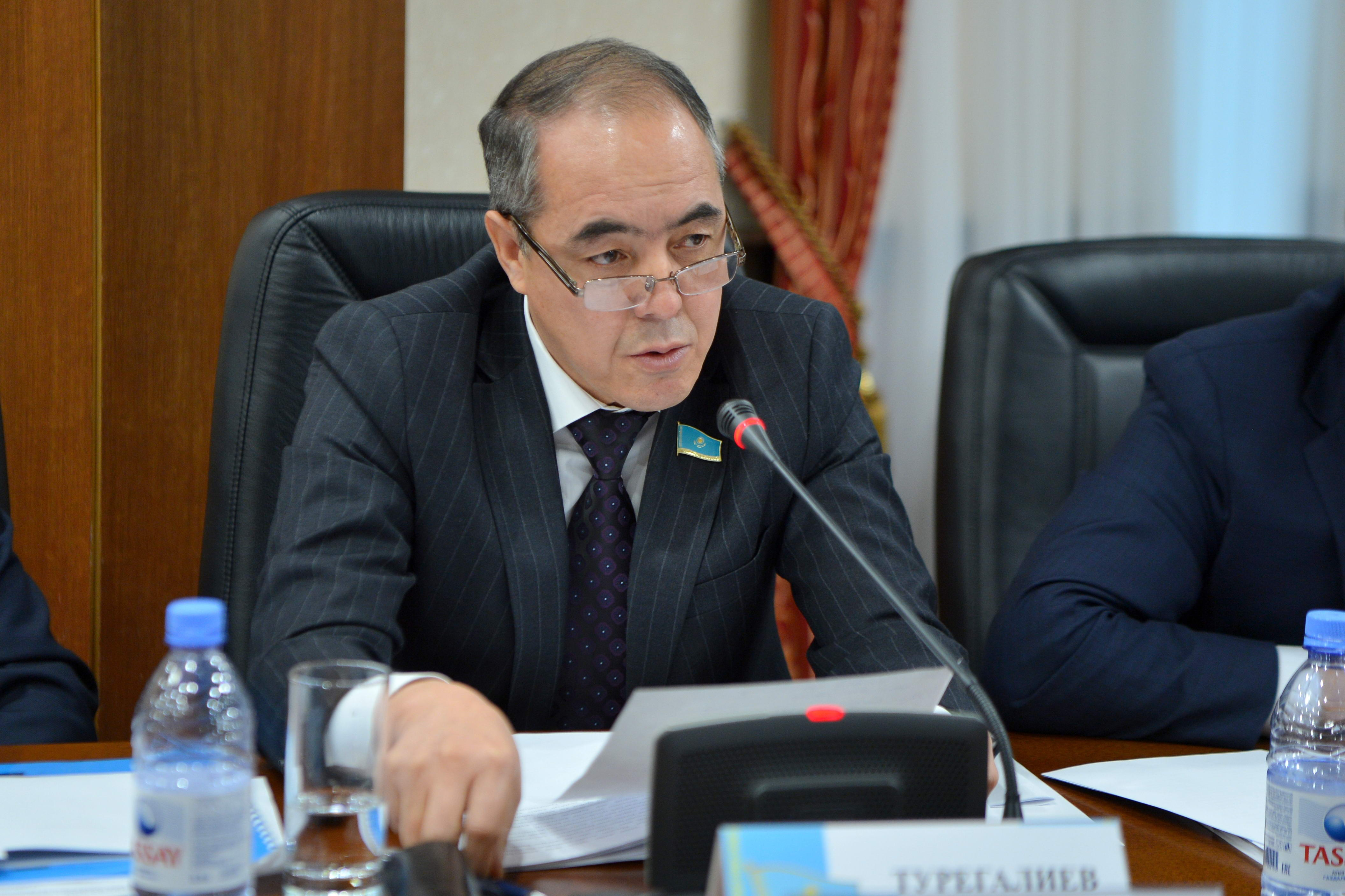
Nariman Töreghalijew (2018)

Nariman Töreghaliuly Töreghalijew (kasachisch Нариман Төреғалиұлы Төреғалиев, russisch Нариман Турегалиевич Турегалиев Nariman Turegalijewitsch Turegalijew; * 19. Juli 1964 im Dorf Jessensai, Oblast Ural, Kasachische SSR) ist ein kasachischer Politiker.

## Leben
Nariman Töreghalijew wurde 1964 im Dorf Jessensai im heutigen Audan Aqschajyq in Westkasachstan geboren. Er erlangte 1990 einen Abschluss am Institut für Bauwesen und Bewässerung in Dschambul. Einen weiteren Hochschulabschluss in Rechtswissenschaften erlangte er 2004 an der Kaspischen Universität in Almaty.
Seine berufliche Laufbahn begann er 1982 in einem staatlichen Landwirtschaftsbetrieb in seinem Heimatort Jessensai. Zwischen 1982 und 1984 leistete er seinen Wehrdienst in der sowjetischen Armee. Nach seinem Hochschulabschluss arbeitete Töreghalijew ab 1991 für eine landwirtschaftliche Vereinigung in einem Dorf im Bezirk Terekti in Westkasachstan. Von 2001 bis 2002 leitete er die Abteilung für Arbeit und Sozialschutz der Verwaltung des Bezirks Terekti. Zwischen 2003 und 2005 war er stellvertretender Leiter der Behörde für Arbeit und Soziales der Regierung des Gebietes Westkasachstan. Anschließend war er stellvertretender Direktor der Abteilung zur Koordinierung der Beschäftigungs- und Sozialprogramme in Westkasachstan. Im Jahr 2008 wurde er dann Direktor der regionalen Abteilung der kasachischen Agentur für die Regulierung der natürlichen Monopole in Westkasachstan. Zwischen 2010 und 2012 leitete er die Abteilung für Beschäftigungs- und Sozialprogramme.
2012 bekleidete er zum ersten Mal ein politisches Amt, indem er Äkim des Audan Aqschajyq wurde. Dieses Amt bekleidete er rund drei Jahre lang, da er am 7. Dezember 2015 stellvertretender Äkim (Gouverneur) von Westkasachstan wurde. Am 5. April 2016 wurde er schließlich zum Bürgermeister der Stadt Oral ernannt. Im Juni 2017 wurde er bereits von Murat Muqajew als Bürgermeister der Stadt abgelöst, da Töreghalijew in den Senat gewählt wurde.
Seit dem 29. Juni 2017 war Töreghalijew Senator im kasachischen Senat. Hier war er seit September des Jahres Mitglied des Ausschusses für soziale und kulturelle Entwicklung und Wissenschaft.
Seit dem 2. Dezember 2022 ist Töreghalijew Äkim (Gouverneur) des Gebietes Westkasachstan.